# Sainte-Radegonde (Charente-Maritime)
Sainte-Radegonde – miejscowość i gmina we Francji, w regionie Nowa Akwitania, w departamencie Charente-Maritime.
Według danych na rok 1990 gminę zamieszkiwało 369 osób, a gęstość zaludnienia wynosiła 33 osób/km² (wśród 1467 gmin regionu Poitou-Charentes Sainte-Radegonde plasuje się na 654. miejscu pod względem liczby ludności, natomiast pod względem powierzchni na miejscu 770.).